# NGC 7408
NGC 7408 (również PGC 70037) – galaktyka spiralna z poprzeczką (SBc), znajdująca się w gwiazdozbiorze Tukana. Odkrył ją John Herschel 1 listopada 1834 roku.
W galaktyce tej zaobserwowano supernowe SN 2007bn i SN 2009bu.